# Baía de Karkinit
Karkinit, Karkinitski, ou Karkinitsky (em ucraniano:  Каркінітська затока, Karkinits ’ ka zatoka; em russo:  Каркинитский залив, Karkinitskiy zaliv) é uma baía do Mar Negro que separa o noroeste da Península da Crimeia do continente da Ucrânia. Foi nomeado após o início da colonização grega de Kerkinitis (Κερκινίτης), na costa da Crimeia, no lugar da moderna Yevpatoria.
A ponta nordeste da baía de Karkinitis, no istmo de Perekop, é conhecida como a baía de Perekop ou o golfo de Perekop.
A baía contém a Área Protegida de Karkanit e Dzharylhach.